# Saint-Denis-des-Puits
Saint-Denis-des-Puits ist eine französische Gemeinde mit 150 Einwohnern (Stand: 1. Januar 2022) im Département Eure-et-Loir in der Region Centre-Val de Loire. Saint-Germain-le-Gaillard gehört zum Arrondissement Chartres und ist Teil des Kanton Illiers-Combray. 

## Geographie
Saint-Denis-des-Puits liegt am oberen Loir, etwa 19 Kilometer westsüdwestlich von Chartres. Umgeben wird Saint-Denis-des-Puits von den Nachbargemeinden Fruncé im Norden und Nordosten, Villebon im Nordosten, Cernay im Osten, Marchéville im Südosten, Les Corvées-les-Yys im Süden und Westen sowie Le Thieulin im Nordwesten.

## Bevölkerung
| Bevölkerungsentwicklung    | Bevölkerungsentwicklung | Bevölkerungsentwicklung | Bevölkerungsentwicklung | Bevölkerungsentwicklung | Bevölkerungsentwicklung | Bevölkerungsentwicklung | Bevölkerungsentwicklung | Bevölkerungsentwicklung |
| -------------------------- | ----------------------- | ----------------------- | ----------------------- | ----------------------- | ----------------------- | ----------------------- | ----------------------- | ----------------------- |
| Jahr                       | 1962                    | 1968                    | 1975                    | 1982                    | 1990                    | 1999                    | 2006                    | 2018                    |
| Einwohner                  | 128                     | 114                     | 104                     | 69                      | 81                      | 116                     | 118                     | 139                     |
| Quellen: Cassini und INSEE |                         |                         |                         |                         |                         |                         |                         |                         |

## Sehenswürdigkeiten

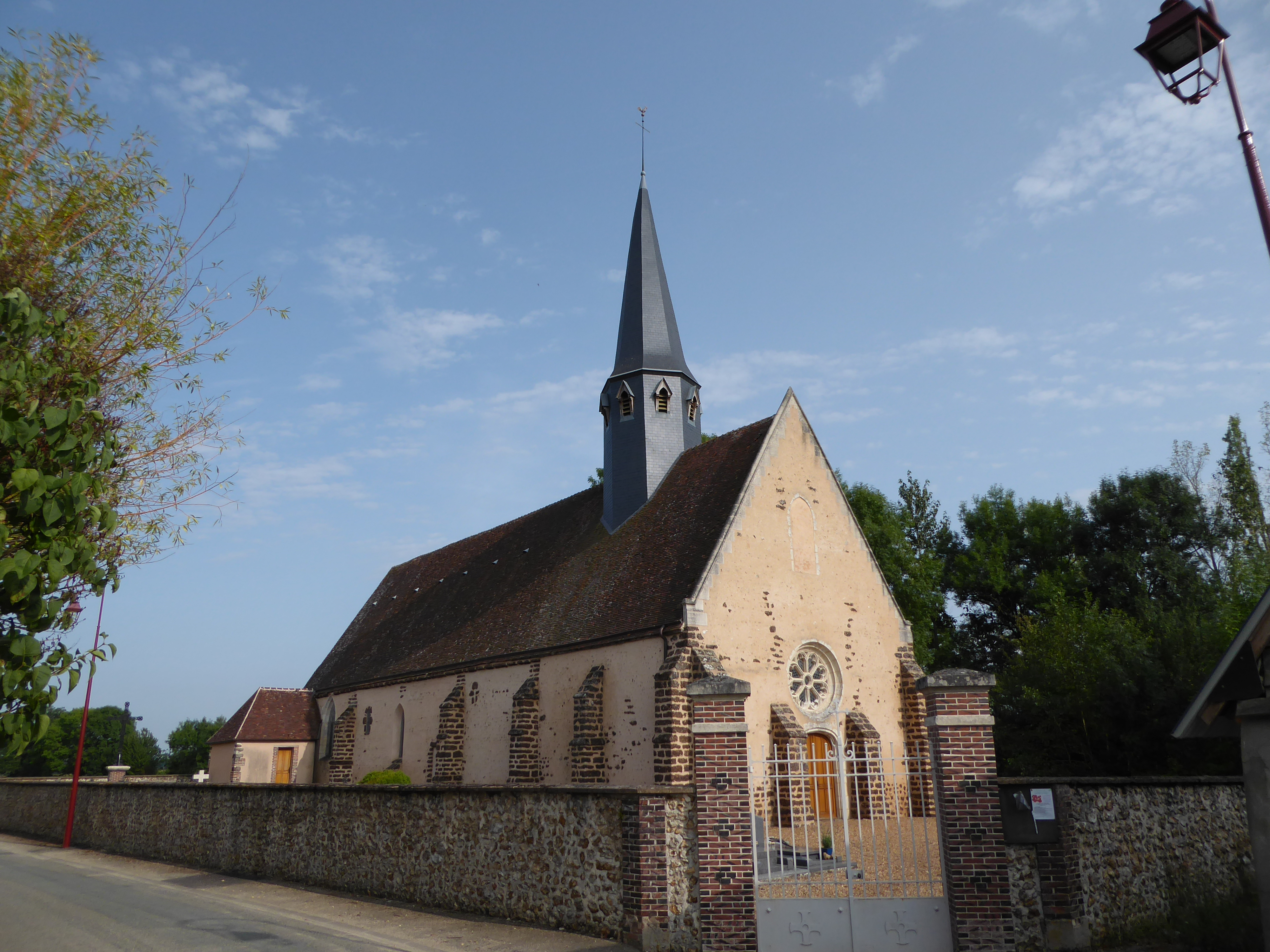
Kirche Saint-Denis

- Kirche Saint-Denis